# Pentax K100D Super
Pentax K100D Super — любительский зеркальный фотоаппарат фирмы Pentax. Представлен 28 июня 2007 г., снят с производства в первой половине 2008. На смену этой модели пришёл Pentax K200D.
Поставлялся в следующих комплектациях:
- Body. Фотоаппарат без объектива.
- «Короткий» kit. Фотоаппарат с кит-объективом SMC Pentax DA 18-55 mm f/3,5-5,6 AL.
- «Длинный» kit. Фотоаппарат с кит-объективом SMC Pentax DA 50-200мм f/4-5.6 ED.
- Double kit. Фотоаппарат с набором из двух объективов SMC Pentax DA 50-200 мм f/4-5.6 ED и SMC Pentax DA 18–55 mm f/3,5-5,6 AL.

## Отличия от предыдущей моделиK100D
- Система удаления пыли с матрицы «Dust Removal», которая ранее присутствовала только в старшей модели Pentax K10D.
- Байонет «упрощённый» KAF заменён на «упрощённый» KAF2[1]. Это дало камере возможность поддержки новой линейки так называемых «звёздных» объективов PENTAX, имеющих ультразвуковой двигатель привода фокусировки.

## Некоторые технические характеристики
- Стабилизатор изображения на основе сдвига матрицы. Совместим с любыми (в том числе резьбовыми) объективами.
- Режимы съёмки: программный, с приоритетом выдержки, с приоритетом диафрагмы, ручной, ручная выдержка, автоматический, сценарии (стандартный, портрет, ландшафт, макросъёмка, спорт, ночной портрет, стандартный без фотовспышки)
- Pentax не выпускает к этой модели батарейный блок-ручку. Однако существует Battery Grip P-100 фирмы Ansmann. Ручка представляет собой аккумулятор на 2200 мАч (производитель заявляет о ресурсе заряда батареи на 1000 снимков), и совместно с ней не могут использоваться стандартные источники питания камеры. Кроме того, ручка не имеет средств управления камерой (кнопки фокусировки, спуска, и т. п.).
- Сменные фокусировочные экраны.

## Совместимость
«K100D Super» может работать с любыми объективами Pentax с байонетом К.